# Montanaso Lombardo
Montanaso Lombardo là một đô thị ở tỉnh Lodi trong vùng Lombardia của Italia, cách khoảng 45 km về phía đông nam của Milano và khoảng 20 km về phía đông nam của Lodi. Tại thời điểm 31 tháng 12 năm 2004, đô thị này có dân số 1.572 người và diện tích là 9,6 km².
Montanaso Lombardo giáp các đô thị: Mulazzano, Boffalora d'Adda, Galgagnano, Tavazzano con Villavesco, Lodi.